# Mike Binder
Mike Binder (Detroit, 2 giugno 1958) è un attore, regista e sceneggiatore statunitense.

## Biografia
Binder nasce e cresce a Birmingham, un sobborgo di Detroit (nel Michigan), in una famiglia ebraica ashkenazita d'origini russe e presenziò a Camp Tamakwa, sul quale si basò il suo secondo film, Ritorno a Tamakwa, del 1993.
Binder iniziò la sua carriera come comico, e questo lo condusse al suo primo speciale su One Night Stand sul canale HBO. La prima sceneggiatura di Binder, Coupe de Ville del 1990, fu girata da Joe Roth. Il debutto come regista avvenne nel 1992, per la sua seconda sceneggiatura, Oltre il ponte. Divenne famoso grazie alla serie della HBO The Mind of the Married Man (trasmessa in Italia con il titolo Quello che gli uomini non dicono), alla quale partecipò come co-scrittore, co-direttore ed attore, nel ruolo centrale di "Micky Barnes". La serie fu cancellata dopo due stagioni per un totale di 20 episodi.
Mike Binder, recentemente, ha scritto e diretto tre film, nei quali ha recitato anche dei ruoli di supporto. Il primo, Litigi d'amore, con Joan Allen e Kevin Costner; il secondo, dopo 13 mesi, Il diario di Jack, con Ben Affleck, che esordì al Santa Barbara International Film Festival; ancora 13 mesi dopo, Reign Over Me, con Adam Sandler, uscito nel marzo 2007. I tre film furono prodotti dal fratello minore di Binder, Jack, con il quale Mike fondò la Sunlight Productions.

## Filmografia

### Regista
- Oltre il ponte (Crossing the Bridge) (1992)
- Ritorno a Tamakwa (Indian Summer) (1993)
- Un eroe fatto in casa (Blankman) (1994)
- Una moglie ideale (The Sex Monster) (1999)
- Four Play (Londinium) (2001)
- The Search for John Gissing (2001)
- Litigi d'amore (The Upside of Anger) (2005)
- Il diario di Jack (Man About Town) (2006)
- Reign Over Me (2007)
- Black or White (2014)

### Sceneggiatore
- Oltre il ponte (Crossing the Bridge), regia di Mike Binder (1992)
- Ritorno a Tamakwa (Indian Summer), regia di Mike Binder (1993)
- Una moglie ideale (The Sex Monster), regia di Mike Binder (1999)
- Four Play (Londinium), regia di Mike Binder (2001)
- The Search for John Gissing, regia di Mike Binder (2001)
- Litigi d'amore (The Upside of Anger), regia di Mike Binder (2005)
- Il diario di Jack (Man About Town), regia di Mike Binder (2006)
- Reign Over Me, regia di Mike Binder (2007)
- Black or White, regia di Mike Binder (2014)

### Attore
- Oltre il ponte (Crossing the Bridge), regia di Mike Binder (1992)
- Ritorno a Tamakwa (Indian Summer), regia di Mike Binder (1993)
- Un eroe fatto in casa (Blankman), regia di Mike Binder  (1994)
- Una moglie ideale (The Sex Monster), regia di Mike Binder (1999)
- The Contender, regia di Rod Lurie (2000)
- Four Play (Londinium),  regia di Mike Binder (2001)
- The Search for John Gissing,  regia di Mike Binder (2001)
- Minority Report, regia di Steven Spielberg (2002)
- Litigi d'amore (The Upside of Anger), regia di Mike Binder (2005)
- La banda del porno - Dilettanti allo sbaraglio (The Moguls), regia di Michael Traeger (2005)
- Il diario di Jack (Man About Town),  regia di Mike Binder (2006)
- Reign Over Me, regia di Mike Binder (2007)
- La vita segreta della signora Lee (The Private Lives of Pippa Lee), regia di Rebecca Miller (2009)